# THE IDOLM@STER CINDERELLA GIRLS STARLIGHT MASTER GOLD RUSH!
『THE IDOLM@STER CINDERELLA GIRLS STARLIGHT MASTER GOLD RUSH!』（アイドルマスター シンデレラガールズ スターライトマスター ゴールドラッシュ）は、2020年9月16日から日本コロムビアよりリリースされているCDシリーズ。

## 概要
『アイドルマスター シンデレラガールズ スターライトステージ』用に作成された楽曲のロングバージョンを収録したCDシングルシリーズ第3弾。
表題曲のロングバージョンであるM@STER VERSIONと、各歌唱者によるソロリミックスおよびカラオケ、ボーナストラックとしてGAME VERSION、他にゲームで使用されたカバー曲のフルバージョンやソロ新曲が収録されている。ただし、01と11にはソロ新曲とカバー曲は収録されていない。表題曲を歌っているユニットには、ゲーム中ではユニット名がついている場合があるが、CDには表記されていない。
このCDが初収録となる曲は太字で、カバー曲は斜体で表記する。

## 01 Go Just Go!
2020年9月16日発売。同年8月31日にゲーム内で配信された『スターライトステージ』5周年記念楽曲「Go Just Go!」のM@STER VERSIONとソロ・リミックスを収録したシングル。
収録曲
1. Go Just Go!（M@STER VERSION）
歌：夢見りあむ（星希成奏）、大槻唯（山下七海）、北条加蓮（渕上舞）、佐藤心（花守ゆみり）、一ノ瀬志希（藍原ことみ）、鷹富士茄子（森下来奈）、棟方愛海（藤本彩花）、川島瑞樹（東山奈央）、五十嵐響子（種﨑敦美）
作詞：八城雄太、作曲：田中秀和（MONACA）、編曲：TAKU INOUE
2. Go Just Go!（M@STER VERSION）夢見りあむソロ・リミックス
歌：夢見りあむ（星希成奏）
3. Go Just Go!（M@STER VERSION）大槻唯ソロ・リミックス
歌：大槻唯（山下七海）
4. Go Just Go!（M@STER VERSION）北条加蓮ソロ・リミックス
歌：北条加蓮（渕上舞）
5. Go Just Go!（M@STER VERSION）佐藤心ソロ・リミックス
歌：佐藤心（花守ゆみり）
6. Go Just Go!（M@STER VERSION）一ノ瀬志希ソロ・リミックス
歌：一ノ瀬志希（藍原ことみ）
7. Go Just Go!（M@STER VERSION）鷹富士茄子ソロ・リミックス
歌：鷹富士茄子（森下来奈）
8. Go Just Go!（M@STER VERSION）棟方愛海ソロ・リミックス
歌：棟方愛海（藤本彩花）
9. Go Just Go!（M@STER VERSION）川島瑞樹ソロ・リミックス
歌：川島瑞樹（東山奈央）
10. Go Just Go!（M@STER VERSION）五十嵐響子ソロ・リミックス
歌：五十嵐響子（種﨑敦美）
11. Go Just Go!（M@STER VERSION）オリジナル・カラオケ
12. Go Just Go!（GAME VERSION）
歌：夢見りあむ（星希成奏）、大槻唯（山下七海）、北条加蓮（渕上舞）、佐藤心（花守ゆみり）、一ノ瀬志希（藍原ことみ）、鷹富士茄子（森下来奈）、棟方愛海（藤本彩花）、川島瑞樹（東山奈央）、五十嵐響子（種﨑敦美）
13. Go Just Go!（ANIMATION VERSION）
歌：夢見りあむ（星希成奏）、大槻唯（山下七海）、北条加蓮（渕上舞）、佐藤心（花守ゆみり）、一ノ瀬志希（藍原ことみ）、鷹富士茄子（森下来奈）、棟方愛海（藤本彩花）、川島瑞樹（東山奈央）、五十嵐響子（種﨑敦美）

## 02 太陽の絵の具箱
2020年10月7日発売。同年7月20日にゲーム内で配信された『スターライトステージ』用新曲「太陽の絵の具箱」のM@STER VERSIONとソロ・リミックスとカバー曲2曲を収録したシングル。
収録曲
1. 太陽の絵の具箱（M@STER VERSION）
歌：緒方智絵里（大空直美）、依田芳乃（高田憂希）、遊佐こずえ（花谷麻妃）、佐城雪美（中澤ミナ）
作詞・作曲・編曲：BNSI（トリ音）
  - ゲーム中でのユニット名は「Sonoritia」（ソノリティア）。

2. WHITE BREATH
歌：二宮飛鳥（青木志貴）
作詞：井上秋緒、作曲：浅倉大介
オリジナルアーティスト：T.M.Revolution
3. OVER THE SKY
歌：日野茜（赤﨑千夏）、神谷奈緒（松井恵理子）、小日向美穂（津田美波）
作詞：Narucho、作曲：植松伸夫・Johnny.k、編曲：Johnny.k
オリジナルアーティスト：グラン（小野友樹）、ジータ（金元寿子）、ルリア（東山奈央）、ビィ（釘宮理恵）
4. 太陽の絵の具箱（M@STER VERSION）オリジナル・カラオケ
5. 太陽の絵の具箱（M@STER VERSION）緒方智絵里ソロ・リミックス
歌：緒方智絵里（大空直美）
6. 太陽の絵の具箱（M@STER VERSION）依田芳乃ソロ・リミックス
歌：依田芳乃（高田憂希）
7. 太陽の絵の具箱（M@STER VERSION）遊佐こずえソロ・リミックス
歌：遊佐こずえ（花谷麻妃）
8. 太陽の絵の具箱（M@STER VERSION）佐城雪美ソロ・リミックス
歌：佐城雪美（中澤ミナ）
9. 太陽の絵の具箱（GAME VERSION）
歌：緒方智絵里（大空直美）、依田芳乃（高田憂希）、遊佐こずえ（花谷麻妃）、佐城雪美（中澤ミナ）

## 03 Joker
2020年10月21日発売。同年7月31日にゲーム内で配信された『スターライトステージ』用新曲「Joker」のM@STER VERSIONとソロ・リミックスとカバー曲2曲を収録したシングル。
収録曲
1. Joker（M@STER VERSION）
歌：松永涼（千菅春香）、大和亜季（村中知）、中野有香（下地紫野）、姫川友紀（杜野まこ）、前川みく（高森奈津美）
作詞：渡部紫緒、作曲・編曲：田中秀和（MONACA）
  - ゲーム中でのユニット名は「Ember last」（エンバーラスト）。

2. アルカテイル
歌：新田美波（洲崎綾）
作詞：魁、作曲：折戸伸治、カバーアレンジ：内海孝彰（TRYTONELABO）
オリジナルアーティスト：鈴木このみ
3. My Soul,Your Beats!
歌：緒方智絵里（大空直美）
作詞・作曲：麻枝准、カバーアレンジ：teppe（WEAKEND WALKER）
オリジナルアーティスト：Lia
4. Joker（M@STER VERSION）オリジナル・カラオケ
5. Joker（M@STER VERSION）松永涼ソロ・リミックス
歌：松永涼（千菅春香）
6. Joker（M@STER VERSION）大和亜季ソロ・リミックス
歌：大和亜季（村中知）
7. Joker（M@STER VERSION）中野有香ソロ・リミックス
歌：中野有香（下地紫野）
8. Joker（M@STER VERSION）姫川友紀ソロ・リミックス
歌：姫川友紀（杜野まこ）
9. Joker（M@STER VERSION）前川みくソロ・リミックス
歌：前川みく（高森奈津美）
10. Joker（GAME VERSION）
歌：松永涼（千菅春香）、大和亜季（村中知）、中野有香（下地紫野）、姫川友紀（杜野まこ）、前川みく（高森奈津美）

## 04 ヒーローヴァーサスレイナンジョー
2020年11月11日発売。同年8月19日にゲーム内で配信された『スターライトステージ』用新曲「ヒーローヴァーサスレイナンジョー」のM@STER VERSIONとソロ・リミックスとカバー曲2曲を収録したシングル。ソロリミックスは、歌唱者毎に歌詞がアレンジされている。
収録曲
1. ヒーローヴァーサスレイナンジョー（M@STER VERSION）
歌：南条光（神谷早矢佳）、小関麗奈（長野佑紀）
作詞：藤林聖子、作曲：渡辺宙明、編曲：大石憲一郎
  - ゲーム中でのユニット名は「ヒーローヴァーサス」。

2. 鳥の詩
歌：高垣楓（早見沙織）
作詞：麻枝准、作曲：折戸伸治、カバーアレンジ：TAKT（TRYTONELABO）
オリジナルアーティスト：Lia
3. 時を刻む唄
歌：黒埼ちとせ（佐倉薫）、白雪千夜（関口理咲）
作詞・作曲：麻枝准、カバーアレンジ：坪田修平（TRYTONELABO）
オリジナルアーティスト：Lia
4. ヒーローヴァーサスレイナンジョー（M@STER VERSION）オリジナル・カラオケ
5. ヒーローヴァーサスレイナンジョー（M@STER VERSION）南条光ソロ・リミックス
歌：南条光（神谷早矢佳）
6. ヒーローヴァーサスレイナンジョー（M@STER VERSION）小関麗奈ソロ・リミックス
歌：小関麗奈（長野佑紀）
7. ヒーローヴァーサスレイナンジョー（GAME VERSION）
歌：南条光（神谷早矢佳）、小関麗奈（長野佑紀）

## 05 オレンジタイム
2020年12月16日発売。同年9月20日にゲーム内で配信された『スターライトステージ』用新曲「オレンジタイム」のM@STER VERSIONとソロ・リミックスとカバー曲2曲を収録したシングル。
収録曲
1. オレンジタイム（M@STER VERSION）
歌：輿水幸子（竹達彩奈）、白坂小梅（桜咲千依）、星輝子（松田颯水）
作詞・作曲・編曲：広川恵一（MONACA）
  - ゲーム中でのユニット名は「カワイイボクと142's」（かわいいぼくといちよんにーず）。

2. Hacking to the Gate
歌：神崎蘭子（内田真礼）
作詞・作曲：志倉千代丸、カバーアレンジ：TAKT（TRYTONELABO）
オリジナルアーティスト：いとうかなこ
3. いつかの、いくつかのきみとのせかい
歌：白菊ほたる（天野聡美）、鷹富士茄子（森下来奈）
作詞：林英樹、作曲：佐藤純一、カバーアレンジ：内海孝彰（TRYTONELABO）
オリジナルアーティスト：fhána
4. オレンジタイム（M@STER VERSION）オリジナル・カラオケ
5. オレンジタイム（M@STER VERSION）輿水幸子ソロ・リミックス
歌：輿水幸子（竹達彩奈）
6. オレンジタイム（M@STER VERSION）白坂小梅ソロ・リミックス
歌：白坂小梅（桜咲千依）
7. オレンジタイム（M@STER VERSION）星輝子ソロ・リミックス
歌：星輝子（松田颯水）
8. オレンジタイム（GAME VERSION）
歌：輿水幸子（竹達彩奈）、白坂小梅（桜咲千依）、星輝子（松田颯水）

## 06 THE VILLAIN'S NIGHT
2021年2月3日発売。2020年10月20日にゲーム内で配信された『スターライトステージ』用新曲「THE VILLAIN'S NIGHT」のM@STER VERSIONとソロ・リミックスとカバー曲2曲を収録したシングル。
収録曲
1. THE VILLAIN'S NIGHT（M@STER VERSION）
歌：関裕美（会沢紗弥）、赤城みりあ（黒沢ともよ）、櫻井桃華（照井春佳）、相葉夕美（木村珠莉）、宮本フレデリカ（髙野麻美）
作詞：坂井竜二、作曲・編曲：TAKT（TRYTONELABO）
  - ゲーム中でのユニット名は「Caper Parade」（ケーパーパレード）。

2. Butter-Fly
歌：乙倉悠貴（中島由貴）
作詞・作曲：千綿偉功、カバーアレンジ：大岩航（TRYTONELABO）
オリジナルアーティスト：和田光司
3. I wish
歌：佐城雪美（中澤ミナ）
作詞：三浦徳子、作曲：白川善久、カバーアレンジ：内海孝彰（TRYTONELABO）
オリジナルアーティスト：前田愛
4. THE VILLAIN'S NIGHT（M@STER VERSION）オリジナル・カラオケ
5. THE VILLAIN'S NIGHT（M@STER VERSION）関裕美ソロ・リミックス
歌：関裕美（会沢紗弥）
6. THE VILLAIN'S NIGHT（M@STER VERSION）赤城みりあソロ・リミックス
歌：赤城みりあ（黒沢ともよ）
7. THE VILLAIN'S NIGHT（M@STER VERSION）櫻井桃華ソロ・リミックス
歌：櫻井桃華（照井春佳）
8. THE VILLAIN'S NIGHT（M@STER VERSION）相葉夕美ソロ・リミックス
歌：相葉夕美（木村珠莉）
9. THE VILLAIN'S NIGHT（M@STER VERSION）宮本フレデリカソロ・リミックス
歌：宮本フレデリカ（髙野麻美）
10. THE VILLAIN'S NIGHT（GAME VERSION）
歌：関裕美（会沢紗弥）、赤城みりあ（黒沢ともよ）、櫻井桃華（照井春佳）、相葉夕美（木村珠莉）、宮本フレデリカ（髙野麻美）

## 07 Wish you Happiness!!
2021年4月7日発売。同年1月1日にゲーム内で配信された『スターライトステージ』用新曲「Wish you Happiness!!」のM@STER VERSIONとソロ・リミックスとカバー曲2曲を収録したシングル。
収録曲
1. Wish you Happiness!!（M@STER VERSION）
歌：辻野あかり（梅澤めぐ）、小早川紗枝（立花理香）、安部菜々（三宅麻理恵）、新田美波（洲崎綾）、ナターリア（生田輝）、塩見周子（ルゥティン）、浜口あやめ（田澤茉純）
作詞・作曲・編曲：宮崎誠
2. brave heart
歌：森久保乃々（高橋花林）
作詞：大森祥子、作曲：太田美知彦、カバーアレンジ：坪田修平（TRYTONELABO）
オリジナルアーティスト：宮﨑歩
3. 離れていても
歌：佐久間まゆ（牧野由依）
作詞・作曲：岡本真夜、カバーアレンジ：大岩航（TRYTONELABO）
オリジナルアーティスト：AiM
4. Wish you Happiness!!（M@STER VERSION）オリジナル・カラオケ
5. Wish you Happiness!!（M@STER VERSION）辻野あかりソロ・リミックス
歌：辻野あかり（梅澤めぐ）
6. Wish you Happiness!!（M@STER VERSION）小早川紗枝ソロ・リミックス
歌：小早川紗枝（立花理香）
7. Wish you Happiness!!（M@STER VERSION）安部菜々ソロ・リミックス
歌：安部菜々（三宅麻理恵）
8. Wish you Happiness!!（M@STER VERSION）新田美波ソロ・リミックス
歌：新田美波（洲崎綾）
9. Wish you Happiness!!（M@STER VERSION）ナターリアソロ・リミックス
歌：ナターリア（生田輝）
10. Wish you Happiness!!（M@STER VERSION）塩見周子ソロ・リミックス
歌：塩見周子（ルゥティン）
11. Wish you Happiness!!（M@STER VERSION）浜口あやめソロ・リミックス
歌：浜口あやめ（田澤茉純）
12. Wish you Happiness!!（GAME VERSION）
歌：辻野あかり（梅澤めぐ）、小早川紗枝（立花理香）、安部菜々（三宅麻理恵）、新田美波（洲崎綾）、ナターリア（生田輝）、塩見周子（ルゥティン）、浜口あやめ（田澤茉純）

## 08 EVIL LIVE
2021年4月28日発売。同年1月30日にゲーム内で配信された『スターライトステージ』用新曲「EVIL LIVE」のM@STER VERSIONとソロ・リミックスとカバー曲2曲を収録したシングル。
収録曲
1. EVIL LIVE（M@STER VERSION）
歌：村上巴（花井美春）、的場梨沙（集貝はな）、小関麗奈（長野佑紀）、藤本里奈（金子真由美）、向井拓海（原優子）
作詞：ミズノゲンキ、作曲・編曲：睦月周平
  - ゲーム中でのユニット名は「BAD BEASTS」（バッドビースツ）。

2. CRAZY GONNA CRAZY
歌：藤本里奈（金子真由美）
作詞・作曲：小室哲哉、カバーアレンジ：内海孝彰（TRYTONELABO）
オリジナルアーティスト：TRF
3. Overnight Sensation ～時代はあなたに委ねてる～
歌：向井拓海（原優子）
作詞・作曲：小室哲哉、カバーアレンジ：TAKT（TRYTONELABO）
オリジナルアーティスト：TRF
4. EVIL LIVE（M@STER VERSION）オリジナル・カラオケ
5. EVIL LIVE（M@STER VERSION）村上巴ソロ・リミックス
歌：村上巴（花井美春）
6. EVIL LIVE（M@STER VERSION）的場梨沙ソロ・リミックス
歌：的場梨沙（集貝はな）
7. EVIL LIVE（M@STER VERSION）小関麗奈ソロ・リミックス
歌：小関麗奈（長野佑紀）
8. EVIL LIVE（M@STER VERSION）藤本里奈ソロ・リミックス
歌：藤本里奈（金子真由美）
9. EVIL LIVE（M@STER VERSION）向井拓海ソロ・リミックス
歌：向井拓海（原優子）
10. EVIL LIVE（GAME VERSION）
歌：村上巴（花井美春）、的場梨沙（集貝はな）、小関麗奈（長野佑紀）、藤本里奈（金子真由美）、向井拓海（原優子）

## 09 Just Us Justice
2021年7月28日発売。同年4月29日にゲーム内で配信された『スターライトステージ』用新曲「Just Us Justice」のM@STER VERSIONとソロ・リミックスとカバー曲2曲を収録したシングル。
収録曲
1. Just Us Justice（M@STER VERSION）
歌：南条光（神谷早矢佳）、脇山珠美（嘉山未紗）、結城晴（小市眞琴）、上条春菜（長島光那）、片桐早苗（和氣あず未）
作詞：ミズノゲンキ、作曲・編曲：ゆよゆっぺ
  - ゲーム中でのユニット名は「Burning Busters」（バーニング・バスターズ）。

2. survival dAnce ～no no cry more～
歌：城ヶ崎莉嘉（山本希望）
作詞・作曲：小室哲哉、カバーアレンジ：TAKT（TRYTONELABO）
オリジナルアーティスト：TRF
3. エキストラレボリューション
歌：喜多日菜子（深川芹亜）
作詞・作曲：ZAQ、カバーアレンジ：大岩航（TRYTONELABO）
オリジナルアーティスト：ZAQ
4. Just Us Justice（M@STER VERSION）オリジナル・カラオケ
5. Just Us Justice（M@STER VERSION）南条光ソロ・リミックス
歌：南条光（神谷早矢佳）
6. Just Us Justice（M@STER VERSION）脇山珠美ソロ・リミックス
歌：脇山珠美（嘉山未紗）
7. Just Us Justice（M@STER VERSION）結城晴ソロ・リミックス
歌：結城晴（小市眞琴）
8. Just Us Justice（M@STER VERSION）上条春菜ソロ・リミックス
歌：上条春菜（長島光那）
9. Just Us Justice（M@STER VERSION）片桐早苗ソロ・リミックス
歌：片桐早苗（和氣あず未）
10. Just Us Justice（GAME VERSION）
歌：南条光（神谷早矢佳）、脇山珠美（嘉山未紗）、結城晴（小市眞琴）、上条春菜（長島光那）、片桐早苗（和氣あず未）

## 10 Hungry Bambi
2021年9月22日発売。同年5月30日にゲーム内で配信された『スターライトステージ』用新曲「Hungry Bambi」のM@STER VERSIONとソロ曲1曲を収録したシングル。
収録曲
1. Hungry Bambi（M@STER VERSION）
歌：佐々木千枝（今井麻夏）、市原仁奈（久野美咲）、橘ありす（佐藤亜美菜）、龍崎薫（春瀬なつみ）、棟方愛海（藤本彩花）、遊佐こずえ（花谷麻妃）
作詞・作曲：出口遼、編曲：出口遼、飯田涼太
  - ゲーム中でのユニット名は「キュリオスター」。

2. ずるじゃん
歌：乙倉悠貴（中島由貴）
作詞：八城雄太、作曲・編曲：睦月周平
3. Hungry Bambi（M@STER VERSION）オリジナル・カラオケ
4. ずるじゃん オリジナル・カラオケ
5. Hungry Bambi（M@STER VERSION）佐々木千枝ソロ・リミックス
歌：佐々木千枝（今井麻夏）
6. Hungry Bambi（M@STER VERSION）市原仁奈ソロ・リミックス
歌：市原仁奈（久野美咲）
7. Hungry Bambi（M@STER VERSION）橘ありすソロ・リミックス
歌：橘ありす（佐藤亜美菜）
8. Hungry Bambi（M@STER VERSION）龍崎薫ソロ・リミックス
歌：龍崎薫（春瀬なつみ）
9. Hungry Bambi（M@STER VERSION）棟方愛海ソロ・リミックス
歌：棟方愛海（藤本彩花）
10. Hungry Bambi（M@STER VERSION）遊佐こずえソロ・リミックス
歌：遊佐こずえ（花谷麻妃）
11. Hungry Bambi（GAME VERSION）
歌：佐々木千枝（今井麻夏）、市原仁奈（久野美咲）、橘ありす（佐藤亜美菜）、龍崎薫（春瀬なつみ）、棟方愛海（藤本彩花）、遊佐こずえ（花谷麻妃）

## 11 Home Sweet Home
2021年10月13日発売。同年6月29日にゲーム内で配信された『スターライトステージ』用新曲「Home Sweet Home」のM@STER VERSIONを収録したシングル。なお、このCDのみカップリング曲がソロ・リミックスではなく、歌唱者ごとに歌詞の異なるソロバージョンとなっていて其々の登場人物がM@STER VERSIONに至るまでの前日譚となっており、曲の演奏時間はGAME VERSIONと同等である。
収録曲
1. Home Sweet Home（M@STER VERSION）
歌：白坂小梅（桜咲千依）、辻野あかり（梅澤めぐ）、道明寺歌鈴（新田ひより）、佐久間まゆ（牧野由依）、小日向美穂（津田美波）
作詞：八城雄太、作曲・編曲：Powerless
  - ゲーム中でのユニット名は「Merry Terrors」（メリーテラーズ）。

2. Home Sweet Home 白坂小梅 SOLO VERSION
歌：白坂小梅（桜咲千依）
3. Home Sweet Home 辻野あかり SOLO VERSION
歌：辻野あかり（梅澤めぐ）
4. Home Sweet Home 道明寺歌鈴 SOLO VERSION
歌：道明寺歌鈴（新田ひより）
5. Home Sweet Home 佐久間まゆ SOLO VERSION
歌：佐久間まゆ（牧野由依）
6. Home Sweet Home 小日向美穂 SOLO VERSION
歌：小日向美穂（津田美波）
7. Home Sweet Home（M@STER VERSION）オリジナル・カラオケ
8. Home Sweet Home（GAME VERSION）
歌：白坂小梅（桜咲千依）、辻野あかり（梅澤めぐ）、道明寺歌鈴（新田ひより）、佐久間まゆ（牧野由依）、小日向美穂（津田美波）

## 12 パ・リ・ラ
2021年11月17日発売。同年7月19日にゲーム内で配信された『スターライトステージ』用新曲「パ・リ・ラ」のM@STER VERSIONとソロ曲1曲を収録したシングル。
収録曲
1. パ・リ・ラ
歌：ナターリア（生田輝）、喜多見柚（武田羅梨沙多胡）、城ヶ崎莉嘉（山本希望）、浜口あやめ（田澤茉純）、及川雫（のぐちゆり）
作詞・作曲：俊龍、編曲：Sizuk
  - ゲーム中でのユニット名は「Bom Dia」（ボン・ジーア）。

2. 日々あどべんちゃーなのでしてー
歌：依田芳乃（高田憂希）
作詞・作曲・編曲：山本真央樹（TRYTONELABO）
3. パ・リ・ラ（M@STER VERSION）オリジナル・カラオケ
4. 日々あどべんちゃーなのでしてー オリジナル・カラオケ
5. パ・リ・ラ（M@STER VERSION）ナターリアソロ・リミックス
歌：ナターリア（生田輝）
6. パ・リ・ラ（M@STER VERSION）喜多見柚ソロ・リミックス
歌：喜多見柚（武田羅梨沙多胡）
7. パ・リ・ラ（M@STER VERSION）城ヶ崎莉嘉ソロ・リミックス
歌：城ヶ崎莉嘉（山本希望）
8. パ・リ・ラ（M@STER VERSION）浜口あやめソロ・リミックス
歌：浜口あやめ（田澤茉純）
9. パ・リ・ラ（M@STER VERSION）及川雫ソロ・リミックス
歌：及川雫（のぐちゆり）
10. パ・リ・ラ（GAME VERSION）
歌：ナターリア（生田輝）、喜多見柚（武田羅梨沙多胡）、城ヶ崎莉嘉（山本希望）、浜口あやめ（田澤茉純）、及川雫（のぐちゆり）

## 13 Secret Mirage
2021年12月8日発売。同年7月30日にゲーム内で配信された『スターライトステージ』用新曲「Secret Mirage」のM@STER VERSIONとカバー曲2曲を収録したシングル。
収録曲
1. Secret Mirage
歌：水本ゆかり（藤田茜）、小早川紗枝（立花理香）
作詞：磯谷佳江、作曲・編曲：小野貴光
  - ゲーム中でのユニット名は「Rêve Pur」（レーヴ・ピュール）。

2. ハレ晴レユカイ
歌：夢見りあむ（星希成奏）、佐城雪美（中澤ミナ）、安部菜々（三宅麻理恵）
作詞：畑亜貴、作曲：田代智一、カバーアレンジ：山本真央樹（TRYTONELABO）
オリジナルアーティスト：平野綾、茅原実里、後藤邑子
3. 冒険でしょでしょ?
歌：宮本フレデリカ（髙野麻美）
作詞：畑亜貴、作曲：冨田暁子、カバーアレンジ：山本真央樹（TRYTONELABO）
オリジナルアーティスト：平野綾
4. Secret Mirage（M@STER VERSION）オリジナル・カラオケ
5. Secret Mirage（M@STER VERSION）水本ゆかりソロ・リミックス
歌：水本ゆかり（藤田茜）
6. Secret Mirage（M@STER VERSION）小早川紗枝ソロ・リミックス
歌：小早川紗枝（立花理香）
7. Secret Mirage（GAME VERSION）
歌：水本ゆかり（藤田茜）、小早川紗枝（立花理香）

## 14 レッド・ソール
2021年12月22日発売。同年8月19日にゲーム内で配信された『スターライトステージ』用新曲「レッド・ソール」のM@STER VERSIONとカバー曲2曲を収録したシングル。
収録曲
1. レッド・ソール
歌：桐生つかさ（河瀬茉希）、三船美優（原田彩楓）、星輝子（松田颯水）、藤原肇（鈴木みのり）
作詞：月丘りあ子（SUPA LOVE）、作曲・編曲：塩原大貴（SUPA LOVE）
  - ゲーム中でのユニット名は「Flamme Martini」（フラム・マティーニ）。

2. God knows…
歌：北条加蓮（渕上舞）
作詞：畑亜貴、作曲：神前暁、カバーアレンジ：TAKT（TRYTONELABO）
オリジナルアーティスト：涼宮ハルヒ（平野綾）
3. Lost my music
歌：中野有香（下地紫野）
作詞：畑亜貴、作曲：神前暁、カバーアレンジ：大岩航（TRYTONELABO）
オリジナルアーティスト：涼宮ハルヒ（平野綾）
4. レッド・ソール（M@STER VERSION）オリジナル・カラオケ
5. レッド・ソール（M@STER VERSION）桐生つかさソロ・リミックス
歌：桐生つかさ（河瀬茉希）
6. レッド・ソール（M@STER VERSION）三船美優ソロ・リミックス
歌：三船美優（原田彩楓）
7. レッド・ソール（M@STER VERSION）星輝子ソロ・リミックス
歌：星輝子（松田颯水）
8. レッド・ソール（M@STER VERSION）藤原肇ソロ・リミックス
歌：藤原肇（鈴木みのり）
9. レッド・ソール（GAME VERSION）
歌：桐生つかさ（河瀬茉希）、三船美優（原田彩楓）、星輝子（松田颯水）、藤原肇（鈴木みのり）